# Prosynopeas dactylidis
Prosynopeas dactylidis är en stekelart som först beskrevs av Jean-Jacques Kieffer 1916.  Prosynopeas dactylidis ingår i släktet Prosynopeas och familjen gallmyggesteklar. Inga underarter finns listade i Catalogue of Life.